# Buxus humbertii
Buxus humbertii är en buxbomsväxtart som beskrevs av George Edward Schatz och Lowry. Buxus humbertii ingår i släktet buxbomar, och familjen buxbomsväxter. Inga underarter finns listade i Catalogue of Life.